# Nationalstadion Abuja
Das Nationalstadion Abuja ist ein Fußballstadion mit Leichtathletikanlage in der nigerianischen Hauptstadt Abuja im Federal Capital Territory.

## Geschichte
Die Regierung Nigerias unterzeichnete den Vertrag zur Errichtung des Stadions und des angeschlossenen „Games Village“ am 18. Juli 2000. Die Anlage wurde anlässlich der VIII. Afrikaspiele, die im Oktober 2003 in Abuja stattfanden, errichtet. Viele sehen in der ultramodernen, 60.491 Zuschauer fassenden Sportanlage eines der architektonischen Wahrzeichen der Stadt. Es ist Spielstätte für die nigerianische Fußballnationalmannschaft, die sogenannten Super Eagles, und bietet für die Fans ausschließlich Sitzplätze. Außerdem dient es als Austragungsstätte für zahlreiche weitere soziale, kulturelle und religiöse Veranstaltungen.

### Bauausführung
Die Architektur des Nationalstadions Abuja stammt von der in Stuttgart ansässigen Firma Schlaich Bergermann & Partner, die auch für die Bauaufsicht sowie die kompletten Planungsarbeiten zur Errichtung des Stadions verantwortlich war. Für den Bau des Stadionkomplexes war die Firma Julius Berger Nigeria plc. verantwortlich, die dem deutschen Baukonzern Bilfinger Berger angehört. Das Games Village wurde von der Firma China Civil Engineering Construction Corporation ausgeführt.

### Anderweitige Nutzung
Die Zuschauerkapazität ermöglicht auch die Nutzung des Stadions für Konzerte und religiöse Konferenzen, die manchmal gegenüber der sportlichen Nutzung sogar bevorzugt werden. Da Nigeria ein sehr religiöses Land ist – die Einwohner gehören zu nahezu gleichen Teilen dem Islam bzw. dem Christentum an – finden jedes Jahr einige religiöse Events statt, die nach einer viele Zuschauer fassenden Arena verlangen. Als Beispiel ist hier die Entscheidung des nigerianischen Präsidenten Olusegun Obasanjo zu nennen, der im September 2006 eine religiöse Veranstaltung abhalten ließ, obwohl vom nigerianischen Fußballverband eigentlich ein Fußballspiel gegen Ruanda angesetzt war.
Obwohl viele Nigerianer der Nutzung des Stadions für derlei Großveranstaltungen skeptisch gegenüberstehen, hält das Stadionmanagement bisher an seiner Strategie fest. Ein Grund dafür ist, dass man nur so die hohen Betriebs- und Wartungskosten des Komplexes decken kann.